# Friedrich Wilhelm Wilberg
Friedrich Wilhelm Wilberg (* 19. Juli 1797 in Bochum-Overdyk; † 11. Juni 1852 in Essen) war ein deutscher Philologe und Pädagoge.

## Leben und Wirken
Nach seiner Reifeprüfung 1816 am Gymnasium in Düsseldorf studierte Friedrich Wilhelm Wilberg Klassische Philologie, Geschichte und Mathematik an der Universität Berlin. Nach dem Militärdienst setzte er sein Studium an der Universität Bonn 1818 fort. Vor seinem Staatsexamen unterrichtete er bereits Mathematik an den unteren Klassen des Bonner Gymnasiums und arbeitete nebenher an der Universitätsbibliothek Bonn. 1822 nahm er dann eine Stelle als Gymnasiallehrer am Burggymnasium Essen an. Im Jahre 1845 wurde er Direktor dieser Schule. Neben dem Schuldienst betätigte sich Wilberg als Wissenschaftler im Bereich der Klassischen Philologie, gründete und leitete einen literarischen Verein in Essen und war Redakteur der dort erschienenden „Allgemeinen Politischen Nachrichten“.
Außer dem ihm verliehenden Professorentitel erhielt er die Ehrendoktorwürde der Eberhard Karls Universität Tübingen.
Wilberg beschäftigte sich vor allem mit der Geographie des Claudius Ptolemäus und verfasste eine Geschichte des von ihm geleitetenen Gymnasiums in Essen.

## Schriften
- Lectiones Homericae Specimen I u II. Essen 1826.
- Leben Alexander's des Grossen. Aus Clinton's Fastis Hellenicis. Baedeker, Essen 1830.
- Die Construction der allgemeinen Karten des Eratosthenes und Ptolemaeus, aus den Quellen dargestellt. Baedeker, Essen 1834.
- Das Netz der allgemeinen Karten des Eratosthenes und Ptolemaeus. Baedeker, Essen 1834.

- (Hrsg., mit Karl Grashof): Claudius Ptolemäus / Geographiae Libri Octo. Græce Et Latine Ad Codicum Manu Scriptorum Fidem. Sechs Teile. Baedeker, Essen 1838–1845.
- Zur sphärischen Trigonometrie der Griechen nach dem Almagest des Ptolemaeus. Baedeker, Essen 1839.
- Geschichte des Gymnasiums zu Essen bis zum Herbste 1844. Baedeker, Essen 1845.
- Ueber drei Stellen der Geographie des Ptolemaeus. Baedeker, Essen 1846.